# Cristoforo Vidman
Cristoforo Vidman (ur. w 1617 w Wenecji, zm. 30 września 1660 w Viterbo) – włoski kardynał.

## Życiorys
Urodził się w 1617 roku w Wenecji. Uzyskał doktorat utroque iure, a następnie został klerykiem i audotorem Kamery Apostolskiej. 7 października 1647 roku został kreowany kardynałem diakonem i otrzymał diakonię Santi Nereo ed Achilleo. W 1651 roku został legatem w Urbino. 1 kwietnia 1658 roku został podniesiony do rangi kardynała prezbitera i otrzymał kościół tytularny San Marco. Zmarł 30 września 1660 roku w Viterbo.